# Deutsche Zwangsanleihe in Griechenland
Als deutsche Zwangsanleihe in Griechenland (auch griechische Zwangsanleihe von 1942) wird eine Abschlagszahlung auf die Besatzungskosten verstanden, die das Deutsche Reich von Griechenland anlässlich der deutschen Besetzung Griechenlands im Zweiten Weltkrieg gefordert hatte.

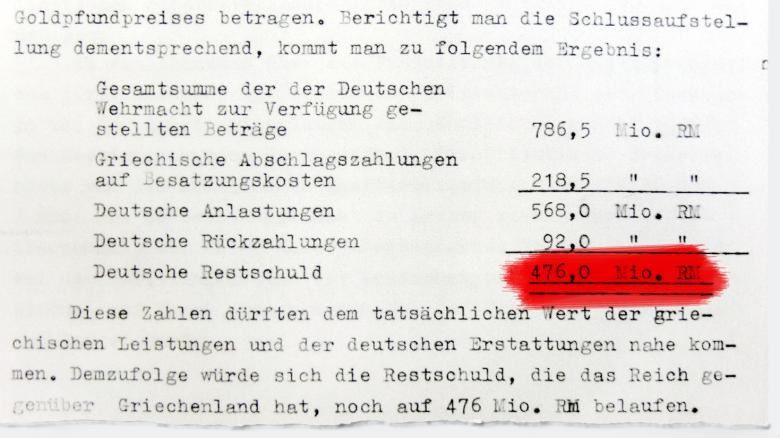
Auszug aus der Akte R 27320 von 1945, Blatt 114 im Politischen Archiv des Auswärtigen Amtes: „Deutsche Restschuld“ in Höhe von 476 Mio. RM.

Ab April 1943 tilgte das Deutsche Reich einen Teil seiner Anlastungen in monatlichen Raten. Umgerechnet in Reichsmark und unter Berücksichtigung von Kursschwankungen ergab sich ausweislich einer im Jahr 1945 erstellten deutschen Akte eine „Deutsche Restschuld“ in Höhe von 476 Mio. RM.
Die Frage eines griechischen Rückzahlungsanspruchs im Wert von inzwischen mindestens 5 bis 11 Mrd. Euro ist zwischen Griechenland und der Bundesrepublik Deutschland im 21. Jahrhundert umstritten und war zuletzt mit der deutsch-griechischen Auseinandersetzung um die griechische Staatsschuldenkrise verquickt. Der Streit wird weniger mit juristischen oder diplomatischen Mitteln, als vielmehr in den öffentlichen Medien ausgetragen.

## Sachverhalt
Das Besatzungsregime durch die Achsenmächte Bulgarien, Italien und Deutschland wurde begleitet von wirtschaftlicher Ausbeutung. Griechenland musste nicht nur die Besatzungskosten tragen; die Besatzungsmächte zogen auch in großem Umfang Rohstoffe und Produkte aus Griechenland ab, was die sogenannte Große Hungersnot zur Folge hatte.
Da der Abtransport aus Griechenland wert- und mengenmäßig ständig gesteigert wurde, von deutscher Seite aber kaum Gegenlieferungen erfolgten, entstand auf den Verrechnungskonten, über die die Bezahlung der Güter formal erfolgte, ein Guthaben Griechenlands. Im Dezember 1942 wurde die griechische Kollaborationsregierung gezwungen, einer Regelung zuzustimmen, nach der dieses Guthaben als zinslose Forderung behandelt wurde. Diese sollte nach Kriegsende zurückgezahlt werden.
Nach einem Schlussbericht des Auswärtigen Amtes des Deutschen Reiches vom 12. April 1945 an die Reichsbank betrug die Höhe dieser Restschuld 476 Millionen Reichsmark.

## Historische und rechtliche Bewertungen

### Griechenland
Griechische Politiker und Hinterbliebenenverbände haben stets auf die Reparationsfrage hingewiesen und machten auch Ansprüche aus der Zwangsanleihe von 1942 geltend. Aus griechischer Sicht ist juristisch noch nicht abschließend geklärt, ob eine Rückzahlung unter die Reparationszahlungen zu rechnen ist oder nicht vielmehr zivilrechtlich als Kredit betrachtet werden muss.
Beispiele aus jüngerer Zeit waren eine Kommission, die die Regierung des Konservativen Antonis Samaras einsetzte, um Erfolgsaussichten der Forderungen zu prüfen. Auch sein Nachfolger, der Linke Alexis Tsipras, bekräftigte „moralische Verantwortung unserem Volk gegenüber, gegenüber der Geschichte und allen Völkern Europas“, das Geld einzufordern. Es scheint unwahrscheinlich, dass Griechenland europäische Partner in der Frage gewinnen könnte, da ein zu erwartendens Zerwürfnis mit Deutschland unattraktiv erscheint. Folglich haben griechische Stellen auch keine Initiativen in dieser Richtung unternommen.

### Deutschland
Götz Aly versuchte in einer Kolumne in der Berliner Zeitung vom 23. Februar 2015 die Zwangsanleihe zu leugnen und griff den Historiker Hagen Fleischer an, der sich mit dieser befasst hatte. Dem folgte am 18. März 2015 in der Zeitung Die Welt der Autor Sven Felix Kellerhoff. Er zieht eine Akte von 1945 heran, die heute im Politischen Archiv des Auswärtigen Amts (PA AA) unter der Bestandsnummer „R 27320“ archiviert und öffentlich einsehbar ist. Nach dieser sollen die Besatzungskosten saldiert worden sein, der geschätzte Saldo betrug zum Schluss der Besatzung Griechenlands 476 Millionen RM, der allerdings, so die Akte, noch um reichsdeutsche Leistungen zu mindern sei.
Die Haager Landkriegsordnung spricht die Frage der Zulässigkeit von Zwangsanleihen der Bevölkerung eines besetzten Gebiets zugunsten des Besetzenden nicht ausdrücklich an. Die Ausübung militärischer Gewalt auf besetztem feindlichen Gebiet umfasst allerdings auch Aspekte der Zulässigkeit von Eingriffen in das öffentliche Eigentum. Eine abschließende völkerrechtliche Bewertung des deutschen Vorgehens könnte allenfalls im Rahmen eines gerichtlichen oder schiedsgerichtlichen Verfahrens erfolgen, das aber weder anhängig ist noch war.
Die deutsche Bundesregierung betrachtet die Forderung nach Rückzahlung der Anleihe als griechische Reparationsforderung und erkennt solche seit 1990 nicht mehr an. Sie argumentiert insbesondere damit, dass bezüglich der Wiedergutmachung Regelungen geschlossen und Zahlungen geleistet worden seien, von denen auch Griechenland profitiert habe. Nach Jahrzehnten „friedlicher, vertrauensvoller und fruchtbarer Zusammenarbeit“ zwischen Deutschland und dem NATO- und EU-Partner Griechenland, so die Position der Bundesregierung, habe „die Reparationsfrage ihre Berechtigung verloren“. Damit sieht die Bundesrepublik keinen Grund zur Erfüllung der Forderung.
Die Ansicht der Bundesregierung ist nicht unumstritten, sie wird von der Linksfraktion mit Bezug auf ein Gutachten des Wissenschaftlichen Dienstes des Bundestages (WD 2, 041/13) als „nicht zwingend“ bezeichnet.
Deutsche Politiker wie Volker Kauder, Gerda Hasselfeldt oder Wolfgang Schäuble wiesen im März 2015 die Ansprüche der griechischen Regierung auf Reparationszahlungen als völkerrechtlich unberechtigt zurück. Auch das Auswärtige Amt, z. B. der Staatsminister Michael Roth (SPD), lehnt Reparationsforderungen der griechischen Regierung ab. Die Frage von Reparationen sei rechtlich und politisch abgeschlossen, erklärte der deutsche Außenminister Frank-Walter Steinmeier.

## Höhe der Forderung 2015
Der heutige Wert des Rückzahlungsanspruchs wird von Fachleuten sehr unterschiedlich eingeschätzt: Die Berechnungen liegen zwischen drei Milliarden und 64 Milliarden Euro. Nach einem vertraulichen Bericht einer Expertenkommission des griechischen Rechnungshofs, der im Januar 2015 der Regierung vorgelegt wurde, sollen die griechischen Experten auf eine Zahl von elf Milliarden Euro kommen. Andere Experten schätzen die Gesamtschulden Deutschlands gegenüber Griechenland mittlerweile auf bis zu 160 Milliarden oder sogar auf 575 Milliarden Euro.
Eine griechische Studie zu Geldforderungen Griechenlands an Deutschland wurde Anfang März 2013 abgeschlossen und als streng geheim deklariert. Am 8. März 2015 veröffentlichte die Zeitung To Vima diese Studie. Die Gesamtforderungen werden darin zwischen 269 und 332 Milliarden Euro beziffert. Ministerpräsident Tsipras sagte zwei Tage nach der Veröffentlichung, ein Parlamentsausschuss solle sich mit dem Thema befassen.
Im April 2015 nannte der griechische Vize-Finanzminister Dimitris Mardas einen heutigen Wert der Zwangsanleihe von 10,3 Milliarden Euro.